# 51983 Honig
Honig (asteróide 51983) é um asteróide da cintura principal, a 3,4744903 UA. Possui uma excentricidade de 0,1233114 e um período orbital de 2 881,79 dias (7,89 anos).
Honig tem uma velocidade orbital média de 14,96131861 km/s e uma inclinação de 9,41449º.
Este asteróide foi descoberto em 19 de Setembro de 2001 por Charles Juels, Paolo Holvorcem.